# Jucu
Jucu là một xã thuộc hạt Cluj, România. Dân số thời điểm năm 2002 là 4120 người.